# Richard Lund

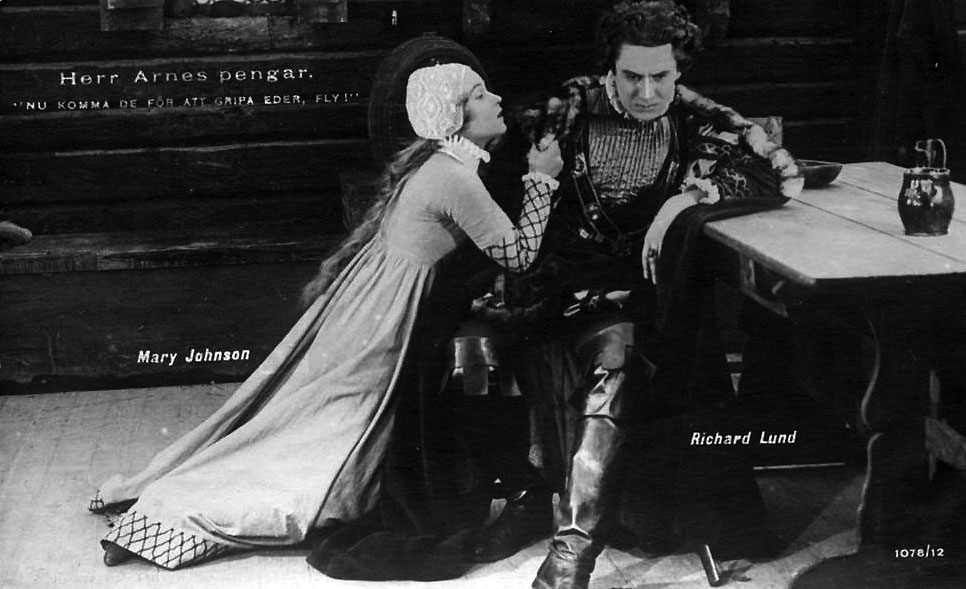
Richard Lund y Mary Johnson en Herr Arnes pengar

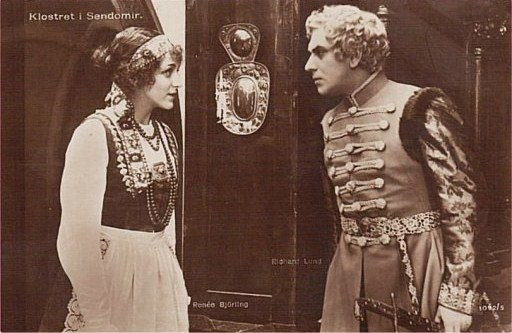
Richard Lund y Renée Björling en Klostret i Sendomir

Richard Lund (9 de julio de 1885-27 de septiembre de 1960) fue un actor teatral y cinematográfico de nacionalidad sueca.

## Biografía
Nacido en Gotemburgo, Suecia, su verdadero nombre era Olof Richard Lund. Lund debutó como actor teatral en 1904 en el Stora Teatern de Gotemburgo, trabajando con el tiempo con directores como Hjalmar Selander, Ivan Hedqvist y Karl Gerhard. Igualmente, viajó en gira con Fridolf Rhudin en 1930.
Lund también hizo numerosos papeles en el cine, y fue llamado el "el primer gran amante" del cine mudo sueco. Sus papeles más importantes los interpretó bajo las órdenes de Victor Sjöström y Mauritz Stiller, siendo quizás su película más destacada Herr Arnes pengar (1919). Sin embargo, con la llegada del cine sonoro, su carrera cinematográfica perdió importancia.
Richard Lund falleció en Mölndal, Suecia, en 1960. Fue enterrado en el Cementerio Norra begravningsplatsen de Estocolmo. 

## Teatro
- 1909 : Arsène Lupin, de Francis de Croisset y Maurice Leblanc, escenografía de Knut Nyblom, Oscarsteatern[1]

## Filmografía (selección)
- 1912 : Ett hemligt giftermål eller Bekännelsen på dödsbädden
- 1913 : Den moderna suffragetten
- 1913 : Livets konflikter
- 1913 : Blodets röst
- 1913 : Lady Marions sommarflirt
- 1913 : Löjen och tårar
- 1913 : Ingeborg Holm
- 1913 : På livets ödesvägar
- 1913 : Gränsfolken
- 1914 : Prästen
- 1914 : Dömen icke
- 1914 : Bra flicka reder sig själv
- 1914 : Stormfågeln
- 1914 : Hjärtan som mötas
- 1914 : För sin kärleks skull
- 1915 : Det var i maj
- 1915 : Landshövdingens döttrar
- 1915 : Strejken
- 1915 : Hans hustrus förflutna
- 1915 : I prövningens stund
- 1915 : Hämnaren
- 1915 : Skomakare, bliv vid din läst
- 1915 : Lekkamraterna
- 1915 : Hans bröllopsnatt
- 1915 : Hans faders brott
- 1916 : Havsgamar
- 1916 : Lyckonålen
- 1916 : Kampen om hans hjärta
- 1916 : Kärlek och journalistik
- 1916 : Balettprimadonnan
- 1917 : Vem sköt?
- 1917 : Den levande mumien
- 1917 : Envar sin egen lyckas smed
- 1917 : Paradisfågeln
- 1917 : Jungeldrottningens smycke
- 1919 : Herr Arnes pengar
- 1920 : Klostret i Sendomir
- 1920 : Carolina Rediviva
- 1922 : Det omringade huset
- 1924 : Livet på landet
- 1926 : Farbror Frans
- 1926 : Dollarmillionen
- 1929 : Konstgjorda Svensson
- 1930 : Hjärtats röst
- 1935 : Valborgsmässoafton
- 1936 : Johan Ulfstjerna
- 1937 : Pensionat Paradiset
- 1937 : Adolf Armstarke
- 1937 : Ryska snuvan
- 1937 : John Ericsson - segraren vid Hampton Roads
- 1938 : Goda vänner och trogna grannar
- 1939 : Valfångare
- 1939 : Landstormens lilla Lotta
- 1940 : Stål
- 1940 : Juninatten
- 1941 : Lärarinna på vift
- 1942 : Sexlingar
- 1942 : Livet på en pinne
- 1943 : Katrina
- 1943 : Det brinner en eld
- 1944 : Hets
- 1952 : Adolf i toppform
- 1952 : Snurren direkt